# 阿比·安德鲁斯
阿比·安德鲁斯（英語：Abby Andrews，2000年11月28日—），生于布里斯班，澳大利亚女子水球运动员。她曾代表澳大利亚国家队参加2020年夏季奥林匹克运动会水球比赛，获得第5名。